# Antoine Spring
Pour les articles homonymes, voir Spring.
Antoine Spring (ou Joseph Antoine ou Frédéric-Antoine), né Anton Friedrich Josef Spring à Geroldsbach, près de Pfaffenhofen an der Ilm, Haute-Bavière, le 8 avril 1814 et mort le 17 janvier 1872 à Liège, est un médecin et botaniste d’origine allemande, naturalisé belge en 1864.

## Éléments biographiques
Orphelin de bonne heure, il accomplit ses humanités dans deux gymnases d'Augsbourg. C'est au gymnase Saint-Anne qu'il aurait eu pour condisciple, Charles Louis Napoléon Bonaparte, futur Napoléon III,.
Dès quatorze ans, il manifeste des dispositions musicales peu ordinaires en composant une messe qui est exécutée à la cathédrale d'Augsbourg. 
Il s'inscrit à l'université de Munich où il est proclamé docteur en philosophie et sciences naturelles en 1835. Un an plus tard, il reçoit le diplôme de docteur en médecine à la suite de sa dissertation « De diversis pneumophtiseos speciebus » et devient brièvement attaché au Jardin et aux collections botaniques de Munich auprès de Carl Friedrich Philipp von Martius,.
Il fait un séjour de six mois à Paris où le médecin, le naturaliste et l'amoureux des arts, se partagea entre la fréquentation des hôpitaux, les cours du Collège de France, et les visites au Muséum d'Histoire naturelle et aux galeries du Louvre.
En 1839,  à l'initiative du comte de Theux de Meylandt, ministre de l'Intérieur, Spring est nommé professeur ordinaire de physiologie à l'Université de Liège.
Il est chargé par la suite des cours d'anatomie, de pathologie et de clinique interne. 
Il se marie en 1840, à Munich, avec Suzanne Élisabeth Caroline Frédérique Marie Wagner, native de Frankenburg am Hausruck, en Haute-Autriche. Elle est la nièce d'un de ses professeurs, Johann Nepomuk von Ringseis.  
Spring s'intéresse à la paléontologie et fouille plusieurs grottes de la vallée de la Meuse à la recherche d'ossements humains : vingt ans après Philippe-Charles Schmerling, il revisite la grotte Lyell à Engihoul, au sud de Liège. Par ailleurs, il reconstitue le crâne néandertalien "Engis 2" qui fut trouvé par Schmerling dans les grottes d’Engis. 
À la suite du signalement d'ossements par le colonel Germinal Pierre Dandelin vers 1837 et 1839, Spring explore en 1842 la caverne de Chauvaux (graphie actuelle: Chauveau), située près d'Yvoir, entre Namur et Dinant. Il y poursuit ses fouilles en 1852. Elles font l'objet de publications en 1853 et 1864. 
Il est nommé recteur de l'université de Liège entre 1861 et 1864.
Il préside le Conseil de Salubrité publique de la province de Liège de 1845 à 1871.
Il meurt de pneumonie compliquée de variolide à 57 ans  et laisse un fils, Walthère, et deux filles, Edwige, épouse de Robert Armand Dresse,, industriel armurier, et Bertha, future épouse en 1881, de Léon Frédericq, successeur de Théodore Schwann à la chaire de physiologie de la même université.  
Son herbier personnel est conservé à l'université de Liège.
Il est inhumé au cimetière de Robermont à Liège.  

## Publications
- Ueber Ursprung, Wesen und Verbreitung der wandernden Cholera (1837)
- Ueber die naturhistorischen Begriffe von Gattung, Art und Abart und über die Ursachen der Abartungen in den organischen Reichen (Leipzig, 1838)
- Monographie de la famille des Lycopodiacées, Mémoires de l'Académie des Sciences de Belgique (1841 et 1849)
- De l'influence des progrès de la civilisation sur la mortalité et la longévité (Revue nationale, 1846)
- Traduction en français du "Lehrbuchs der vergleichenden Anatomie" de Siebold et Stannius (Paris, 1849)
- Sur des ossements humains découverts dans une caverne de la province de Namur, Académie Royale de Belgique. (Extr. du t. XX. n°s 11 et 12, des Bulletins), 1853
- Monographie de la hernie du cerveau (Bruxelles, 1854)
- Symptomatologie ou Traité des accidents morbides (2 volumes, Bruxelles, 1866-71)
- Une partie de ses allocutions et discours est disponible en ligne sur le site: ORBi de l'Université de Liège

## Titres et sociétés savantes
- Académie de Médecine de Belgique
- Académie royale de Belgique (1864)
- Königliche bayerische Akademie der Wissenschaften
- Deutsche Akademie der Wissenschaften Leopoldina (1864)
- Regensburgische Botanische Gesellschaft
- Accademia medico-fisica fiorentina

## Hommage
- Buste d'Antoine Spring, par Jules Halkin, aux Collections artistiques de l'Université de Liège.

## Sources
- Alphonse Le Roy, "Joseph-Antoine Spring", Liber memorialis, l’Université de Liége depuis sa fondation, Liège, 1869, col. 938-948.
- "Anton Spring", Sitzungsberichte der Mathematisch-Physikalischen Classe der Kœniglich Bayerischen Akademie der Wissenschaften zu München, 1872, S. 100
- Théodore Schwann, "Notice sur Frédéric-Antoine Spring", Annuaire de l'Académie royale de Belgique, vol. 40, p. 251-290, 1874
- C. Vanlair, "Antoine Spring", Biographie nationale,  t. XXIII, Bruxelles, 1924, col. 492-509
- Armin Geus (de): Natura infinita est – Artbegriff und Artenwandel bei A. F. Spring. In: Ilse Jahn und Andreas Wessel (Hrsg.): Für eine Philosophie der Biologie — For a Philosophy of Biology. Festschrift to the 75th Birthday of Rolf Löther. Berliner Studien zur Wissenschaftsphilosophie & Humanontogenetik, 26, Kleine, München 2010, S. 17–34
- (de) Johann Friedrich Jännicke (de), « Spring, Friedrich Anton », dans Allgemeine Deutsche Biographie (ADB), vol. 35, Leipzig, Duncker & Humblot, 1893, p. 314-315
- Franz von Kobell: Joseph Anton Spring. In: Sitzungsberichte der Bayerischen Akademie der Wissenschaften, München 1872, S. 100–101 (Digitalisat)
- Theodor Schwann: Notice sur Frédéric-Antoine Spring. In: Annuaire de l'Académie royale des sciences, des lettres et des beaux-arts de Belgique, Bruxelles 1874, S. 251–290 (Digitalisat)